# Atlas Blaeu-Van der Hem
De Atlas Blaeu-Van der Hem is een verzamelatlas, die werd samengesteld door de Amsterdamse jurist en verzamelaar Laurens van der Hem (1621–1678). De atlas behoort tot de Werelderfgoedlijst voor documenten.

## Samenstelling
Van der Hem gebruikte zijn eigen exemplaar van de elfdelige Atlas Maior van Blaeu als kapstok voor zijn wereldomvattende verzameling topografische kaarten, tekeningen, manuscripten en gedrukte afbeeldingen uit de 17e eeuw. De inkleuring werd verzorgd door de vermaarde boekverluchter Dirk Jansz van Santen.
Uiteindelijk mondde dit uit in een collectie van vijftig banden met ruim 2400 (zee)kaarten, landschappen, stads-, haven- en zeegezichten met originelen van onder meer Willem Schellinks, Andries Beeckman, Gaspar Bouttats I, Cornelis Dekker, Lambert Doomer, Jan Hackaert, en Reinier Nooms. Van der Hem wist voor de atlas ook een exemplaar te bemachtigen van de zogenaamde geheime Atlas van de Vereenigde Oostindische Compagnie.

## Erfgoed
De atlas werd door de laatste erfgenaam Adriaan Moetjens in 1730 geveild in Den Haag. Prins Eugenius van Savoye, stadhouder van de Oostenrijkse Nederlanden , militaire bevelhebber was een gedreven kunst- en boekenverzamelaar, kocht de atlas op de veiling voor 22.000 gulden en bracht hem naar Wenen. Bij zijn overlijden in 1736 verkochten zijn erven hem aan de hofbibliotheek van de hertogen van Oostenrijk, tegenwoordig de Österreichische Nationalbibliothek in Wenen. De atlas is nog geheel in originele ingebonden staat.
De atlas is in 2004 op de lijst van de Werelderfgoedlijst voor documenten van de UNESCO geplaatst als een document van onschatbare waarde, dat niet alleen informatie biedt op het terrein van geografie en topografie, maar ook op dat van archeologie, architectuur, beeldhouwkunst, etnografie, folklore, heraldiek, navigatie, fortificatie en oorlogvoering.

## Tentoonstellingen
In 1967 werd de atlas tentoongesteld in de Waag in Amsterdam op de expositie De wereld op papier. In 1992 werd een deel van de atlas tentoongesteld op Een wereldreiziger op papier: de atlas van Laurens van der Hem (1621-1678) in het Paleis op de Dam in Amsterdam.

## Facsimile-uitgave
In 1989 startte SDU met Gary Schwartz een project om een facsimile uit te geven. De uitgave zou in 1996 verschijnen maar het project werd in 1992 stopgezet. In 2011 werd door Hes & De Graaf Publishers te Houten alsnog een facsimile-uitgave van acht banden (58 x 44 cm), uitgegeven in een oplage van 100 stuks. Deze uitgave omvat bijna 500 kaarten en tekeningen van delen van de continenten Afrika, Azië en Amerika en de VOC-kaarten.